# Мир — а не война!
«Мир — а не война!/Live in Б1» — первый видеоальбом российской рок-группы «Элизиум», выпущенный на DVD 12 апреля 2008 года лейблом 2+2=5. DVD содержит видеоряд, снятый на концерте «Элизиума» 9 декабря 2007 года в московском клубе «Б1 Maximum», проведённом в честь 12-летия группы. В отличие от второго видеоальбома, «Радуга Live», выпуск которого изначально планировался ещё раньше, запись DVD «Мир — а не война!» была основана на профессиональной съёмке.
DVD «Мир — а не война!» был выпущен в комплекте с аудиоверсией альбома на компакт-диске.

## История записи и содержание
Если брать во внимание формат носителя, то «Мир — а не война!» мог и не стать первым музыкальным релизом группы, выпущенным на DVD. В 2005—2006 годах «Элизиум» с некоторым перерывом работал над созданием собственного так называемого «home video», которое, однако, так и не было показано широкой аудитории ввиду «крайне нецензурного содержания». К тому же, безымянное DVD с «home video» было не записью концерта, а монтажом из концертных фрагментов, репортажей, случаев из жизни музыкантов группы и присланных фанатских работ. Первым видеоальбомом «Элизиума» мог стать DVD «Радуга Live», основанный на праздничном концерте в честь 11-летия группы в ноябре 2006 года, однако это была лишь любительская видеозапись, а релиз этого DVD, изначально запланированный на осень 2007 года, состоялся только год спустя. Съёмка же концерта 9 декабря 2007 года в клубе «Б1 Maximum», приуроченного к 12-летию «Элизиума» и послужившего основой для DVD «Мир — а не война!», являлась уже профессиональной: в ходе неё было задействовано несколько видеокамер в разных точках концертного зала, а звучание каждого музыкального инструмента отдельно записывалось с помощью микшерного пульта.
Концерт в клубе «Б1 Maximum» длился около трёх с половиной часов, в течение которых группа «Элизиум» исполнила около 50-и своих песен. О выходе DVD в апреле 2008 года, куда вошло более 30-и записанных треков, группа объявила почти сразу же. Видеоальбом был назван по исполненной на концерте новой песне «Мир — а не война!». Сыгранная в тяжёлых гитарных риффах с элементами регги, песня относилась к взятой группой тематике социальных проблем и позже вошла в посвящённый оным студийный альбом 13. «При том, что вокруг нас всегда есть множество позитивных моментов и ситуаций, не стоит забывать и о том, что не всё на нашей планете так радостно. К сожалению, на Земле ещё есть места, где люди голодают или где идёт война. В этой песне мы хотим сказать всем, что война — это одно из самых ужасных явлений, которые бывают в жизни!» (Кирилл Крылов, гитарист «Элизиума»). Среди песен DVD «Мир — а не война!» присутствует также исполненный сольный номер барабанщика «Элизиума» Алексея Кузнецова. Следуя программе концерта, список композиций видеоальбома косвенно разделён на три акта, второй из которых выделяется треками с 16-й по 21-й, сыгранными в акустическом стиле.

## Выпуск и презентация
Презентацию своего первого профессионального видеоальбома группа «Элизиум» провела концертом в День космонавтики 12 апреля 2008 года в московском клубе «Тень». Музыкальный портал NEWSmuz.com считает, что участники «Элизиума» максимально подошли к тому, чтобы презентация DVD «Мир — а не война!» воссоздала атмосферу празднования их 12-летия в клубе «Б1 Maximum», приблизив трёхчасовое выступление к сет-листу того концерта и разделив его на две «электрические» и одну акустическую секции. Вместе с презентацией, этот день также стал началом продаж видеоальбома. DVD «Мир — а не война!» был выпущен лейблом 2+2=5 в диджипак-коробке, комплектуемый компакт-диском с аудиоверсией записи концерта в «Б1». «На „DVD Мир — а не война/Live in Б1“ мы хотим показать своё видение рок-концерта: уровень отдачи, энергетического обмена между фанатами и музыкантами, качество программы выступления и, конечно же, искренность своего творчества» (Александр Телехов, вокалист «Элизиума»).

## Отзывы и критика
Сведение песен и монтаж видеоряда осуществлены таким образом, что каждый зритель обязательно ощутит царившую в тот вечер в «Б1 Maximum» позитивную атмосферу, а кто не был на концерте — обязательно почувствует себя в центре происходящего.
Сергей Соседов, автор рецензии на мультипортале KM.RU, считает музыку видеоальбома «Мир — а не война!» юношеской и эклектичной, определяя стиль исполнения как гранж с элементами стилей хард-н-хеви, хардкор, пауэр-поп. Некоторые песни с видеоальбома напомнили Соседову группы Foo Fighters и Nirvana. Сергей находит восхитительным неподдельный задор и кураж музыкантов и дикцию вокалиста Александра Телехова, а об игре трубача Александра Комарова написал, что та придаёт музыке «Элизиума» светлую грусть и ностальгичность. «Редко бывает, чтобы после прослушивания того или иного диска оставалось чувство лёгкости и внутренней свободы. Данный альбом, несомненно, из этой серии. И если определять место коллектива на нашей рок-сцене, то оно, думается, окажется где-то вблизи таких грандов жанра, как „ДДТ“, „Машина времени“, „ЧайФ“, „Сплин“ и др». Единственным минусом творчества «Элизиума» Сергей Соседов считает мелодическую однообразность его песен («вспоминается присказка про „пекущиеся блины“»).
Денис Ступников в своей рецензии на крупнейшем музыкальном портале России NEWSmuz.com выразил, что концерт в «Б1 Maximum» был снят без особых изысков, что, однако, не мешает видеоряду DVD полностью сосредоточиться на атмосфере прошедшего концерта. Ступников оценил барабанное соло Алексея Кузнецова, пляски остальных участников «Элизиума» на сцене и работу вокалиста Александра Телехова, который, помимо самих выступлений, хорошо общается с публикой, не занимая при этом много времени между песнями. Помимо этого, рецензент обратил внимание на устроенное группой сценическое фаер-шоу, которое шло вразрез с требованиями администрации клуба «Б1». Ступников также считает, что на данном концерте «Элизиум» сумел соблюсти баланс между подачей новых и старых своих песен, учитывая то, что на концерте звучали и социально-направленные песни группы, включая все композиции с макси-сингла «Дети-мишени/Дети-убийцы».

## Списки композиций
| №                   | Название                                                                                             | Длительность |
| ------------------- | --- | ------------ |
| 1.                  | «Вступление»                                                                                         | 0:57         |
| 2.                  | «Ярко горят»                                                                                         | 4:23         |
| 3.                  | «Волшебные деньги»                                                                                   | 2:58         |
| 4.                  | «Точки над „i“»                                                                                      | 2:52         |
| 5.                  | «Солнце»                                                                                             | 2:35         |
| 6.                  | «Состояние мира»                                                                                     | 3:26         |
| 7.                  | «Другие грани понимания свободы»                                                                     | 2:36         |
| 8.                  | «Сколько стоишь ты?»                                                                                 | 4:29         |
| 9.                  | «Любовь и слёзы»                                                                                     | 2:02         |
| 10.                 | «Дети-мишени/Дети-убийцы»                                                                            | 5:01         |
| 11.                 | «Космос»                                                                                             | 3:10         |
| 12.                 | «Не моя любовь»                                                                                      | 2:58         |
| 13.                 | «Слёзы-зеркала»                                                                                      | 4:01         |
| 14.                 | «Повод для войны»                                                                                    | 3:58         |
| 15.                 | «Мир — а не война!»                                                                                  | 5:30         |
| 16.                 | «Моря и океаны»                                                                                      | 3:02         |
| 17.                 | «Сказка»                                                                                             | 3:18         |
| 18.                 | «Обратная сторона Луны»                                                                              | 2:58         |
| 19.                 | «Стрелки на часах бегут по кругу»                                                                    | 4:17         |
| 20.                 | «Море наступает»                                                                                     | 2:21         |
| 21.                 | «Острова»                                                                                            | 3:35         |
| 22.                 | «Drums Solo» (барабанное соло Алексея Кузнецова)                                                     | 3:15         |
| 23.                 | «Ska для кислотных девочек»                                                                          | 3:32         |
| 24.                 | «Попурри» («Я кричу», «Весна/Соблазны», «Как Гоген», «Как Ван Гог», «Секунды-года», «Время не ждёт») | 7:04         |
| 25.                 | «В предвкушении лета»                                                                                | 3:23         |
| 26.                 | «Куда теряется мечта?»                                                                               | 2:41         |
| 27.                 | «Не грусти!»                                                                                         | 2:27         |
| 28.                 | «Интересно»                                                                                          | 3:38         |
| 29.                 | «Как бы всё?»                                                                                        | 2:08         |
| 30.                 | «Супер-робот»                                                                                        | 3:25         |
| 31.                 | «Альпинист»                                                                                          | 3:52         |
| 32.                 | «Ослепительный мир»                                                                                  | 4:26         |
| 33.                 | «Титры»                                                                                              | 2:28         |
| Общая длительность: | Общая длительность:                                                                                  | 112:46       |

| №                   | Название                          | Длительность |
| ------------------- | --------------------------------- | ------------ |
| 1.                  | «Мир — а не война!»               | 5:06         |
| 2.                  | «Точки над „i“»                   | 2:55         |
| 3.                  | «Солнце»                          | 2:32         |
| 4.                  | «Состояние мира»                  | 3:26         |
| 5.                  | «Другие грани понимания свободы»  | 2:37         |
| 6.                  | «Дети-мишени/Дети-убийцы»         | 4:56         |
| 7.                  | «Повод для войны»                 | 4:03         |
| 8.                  | «Космос»                          | 3:14         |
| 9.                  | «Моря и океаны»                   | 3:06         |
| 10.                 | «Сказка»                          | 3:16         |
| 11.                 | «Обратная сторона Луны»           | 3:01         |
| 12.                 | «Стрелки на часах бегут по кругу» | 4:10         |
| 13.                 | «Море наступает»                  | 2:22         |
| 14.                 | «Острова»                         | 3:27         |
| 15.                 | «В предвкушении лета»             | 3:23         |
| 16.                 | «Куда теряется мечта?»            | 2:37         |
| 17.                 | «Не грусти!»                      | 2:27         |
| 18.                 | «Супер-робот»                     | 3:26         |
| 19.                 | «Альпинист»                       | 3:48         |
| 20.                 | «Ослепительный мир»               | 4:32         |
| Общая длительность: | Общая длительность:               | 68:33        |

## Участники записи
Исполнители
- Дмитрий «Дракол» Кузнецов — бас-гитара;
- Кирилл «Кира» Крылов — гитара, бэк-вокал;
- Алексей «Младшой» Кузнецов — ударные, перкуссия;
- Александр «Комар» Комаров — труба;
- Егор Баранов — виолончель;
- Александр «Пропеллер» Телехов — вокал, акустическая гитара.

Производство
- Организатор концерта — Владимир Данилов;
- Сведение, мастеринг — Сергей Мишанькин, студия «Гост Рекордс» (Нижний Новгород);
- Обложка, дизайн — Марина Федосеева[16], Никитин Кирилл.